# Marie de Hesse-Darmstadt (1874-1878)
La princesse Marie de Hesse-Darmstadt (Marie Viktoria Feodore Leopoldine, 24 mai 1874 - 16 novembre 1878) est un membre de la maison de Hesse. Elle est la plus jeune enfant et la cinquième fille du grand-duc Louis IV de Hesse-Darmstadt et de la princesse Alice du Royaume-Uni, deuxième fille de la reine Victoria du Royaume-Uni. Marie est morte de la diphtérie et est enterrée avec sa mère, décédée quelques semaines plus tard de la même maladie.

## Enfance

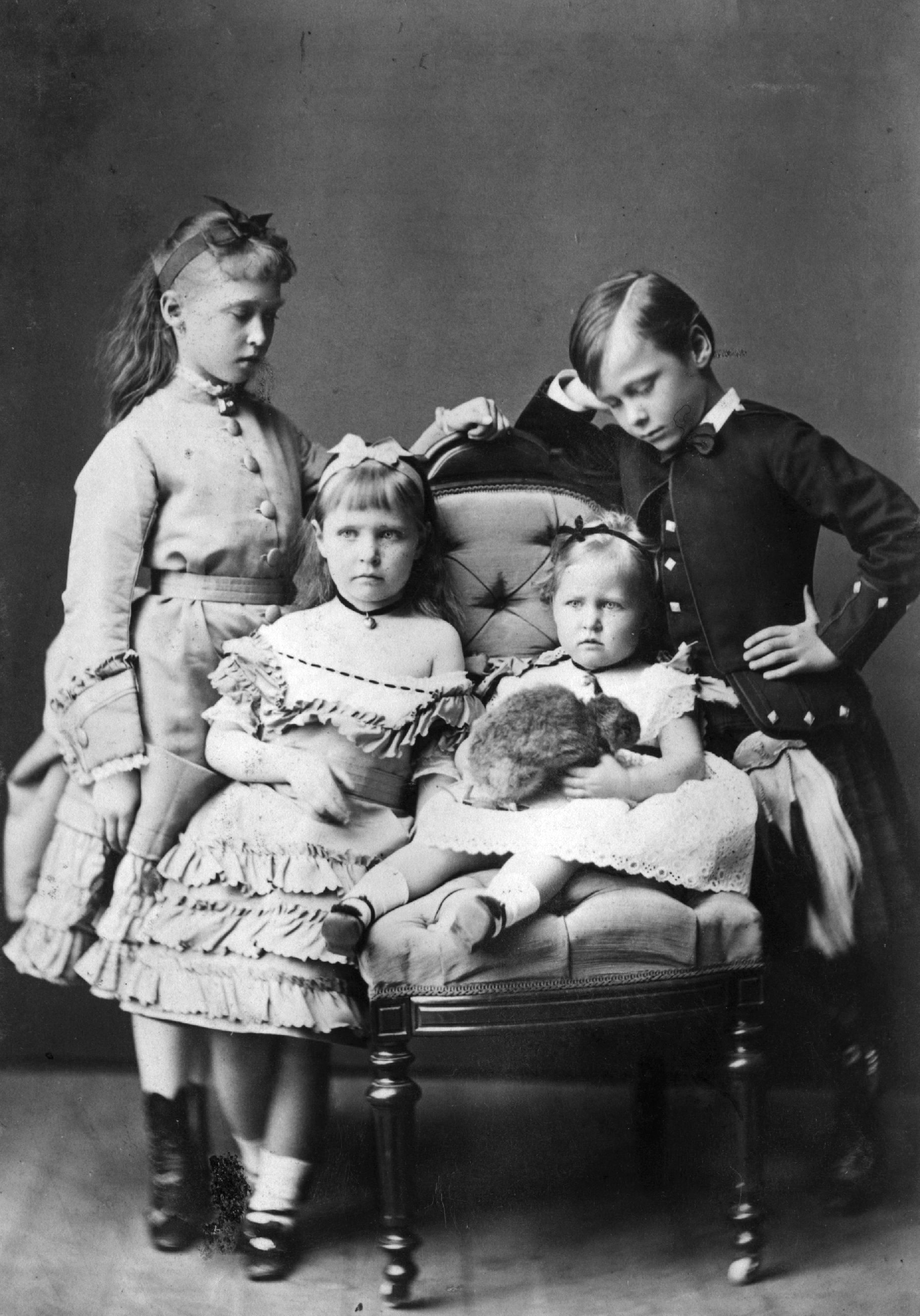
Marie avec ses frères et sœurs aînés Irène, Alix et Ernest-Louis en 1876.

La princesse a six frères et sœurs aînés : Victoria, Élisabeth, Irène, Ernest-Louis, Frédéric et Alix.
Marie est surnommée « May » par sa famille. Quand elle est encore bébé, sa mère remarque dans une lettre que « la petite May » ressemble beaucoup à son défunt frère Frédéric (« Frittie ») au même âge « avec des yeux si vifs et deux fossettes profondes dans ses joues ». Quelques semaines plus tard, Alice écrit que le bébé a la peau claire, les cheveux châtain clair et les yeux bleu profond. En grandissant, elle sourit beaucoup et Alice pense qu'elle ressemble à sa sœur Victoria, avec « les cheveux blonds, les sourcils marqués et les yeux expressifs ». Sa mère pensait que son plus jeune enfant est « enchanteur » et quand elle est toute jeune, la petite fille appelle sa mère « mon cœur ». Elle et sa sœur Alix, de deux ans plus âgée, « forment un joli contraste ». Alix est sa compagne constante. Les deux filles sont habillées de la même manière et partagent la même chambre. La famille fait un voyage au bord de la mer à l'été 1877 et les deux plus jeunes filles font le bonheur de leur mère. Envoyant des photos prises ce jour-là à sa mère, Alice écrit que « May n'a pas de si grosses joues en réalité, mais elle n'en est pas moins adorable. Les deux petites filles sont si mignonnes, si adorables, joyeuses et gentilles. Je ne sais pas laquelle m'est la plus chère, elles sont toutes les deux si captivantes. »  .

## Maladie et décès

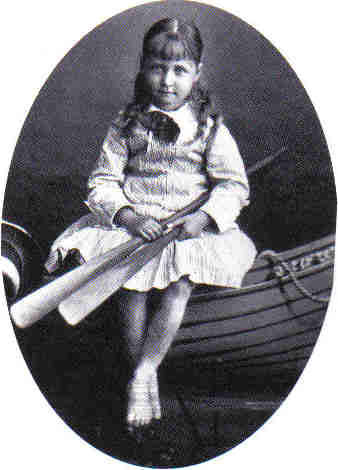
Marie à l'été 1878 à Southampton.

La tragédie frappe la famille grand-ducale en 1878. Comme sa sœur Victoria le décrit plus tard, la famille se réunit le soir du 5 novembre lorsqu'elle développe une raideur de la nuque. Victoria décrit ses symptômes à sa mère, qui pense que c'est peut-être les oreillons et dit que ce serait « comique » s'ils l'attrapaient tous. Victoria se sent assez bien pour lire Alice au pays des merveilles à ses frères et sœurs, tandis que sa mère discute avec son amie Katie Macbean, qui remplace une dame d'honneur absente, tandis que Marie la supplie de lui donner plus de gâteau. Mlle Macbean joue du piano pour la fratrie qui danse pendant une demi-heure avant d'aller se coucher de bonne humeur.
Le lendemain matin, les médecins diagnostiquent la diphtérie à Victoria ; le 12 novembre à trois heures du matin, Alix est elle aussi diagnostiquée de la maladie. La princesse Alice ordonne qu'un inhalateur à vapeur soit apporté dans sa chambre pour empêcher Alix, gravement atteinte, de s'étouffer jusqu'à la mort. Quelques heures plus tard, la princesse Marie court dans la chambre de sa mère, se glisse dans son lit avec elle et l'embrasse. L'après-midi, Marie présente également les symptômes de la maladie, souffrant d'une forte fièvre. Des taches et une membrane blanches recouvrent le fond de sa gorge. Le lendemain, Irène tombe malade et le 14 novembre, son frère et son père sont également diagnostiqués. Élisabeth, envoyée chez sa grand-mère paternelle, est la seule enfant à échapper à l'infection. Alice et les médecins soignent la famille 24 heures sur 24. Le matin du 16 novembre, Marie s'étouffe à cause de la membrane qui recouvre sa gorge. Sa mère, réveillée par les médecins, se précipite dans sa chambre pour trouver sa fille morte. Alice s'assoit près du corps de sa fille, embrasse son visage et ses mains, essayant de trouver la force d'annoncer la terrible nouvelle à son mari malade. Elle regarde seule le cercueil de Marie transporté vers le mausolée familial.
Pendant des semaines, Alice cache la mort de Marie aux autres enfants, qui l'interrogent et essayent d'envoyer des jouets à leur petite sœur. Les enfants apprennent finalement la nouvelle au début du mois de décembre. Ernest-Louis refuse d'abord d'y croire, avant de s'effondrer en larmes. Sa mère le serre alors dans ses bras et l'embrasse, malgré le risque d'infection. Le 7 décembre, Alice reconnaît les symptômes et comprend qu'elle est elle-même atteinte de la diphtérie. Elle meurt le matin du 14 décembre en murmurant : « Du vendredi au samedi - quatre semaines - May - cher papa ». Alice est enterrée aux côtés de sa fille. Une statue de Joseph Boehm est placée sur la tombe, représentant Alice tenant Marie dans ses bras.
On pense[Qui ?] généralement que la nièce de Marie, la grande-duchesse Maria Nikolaïevna de Russie, troisième fille d'Alix et de Nicolas II de Russie, est nommée d'après elle et l'impératrice douairière de Russie Maria Feodorovna (Dagmar du Danemark).